# 蜘蛛人2 (2023年遊戲)
《蜘蛛人2》（又译作）是Insomniac Games開發、索尼互動娛樂發行的動作冒險遊戲，為《漫威蜘蛛人系列》第三部作品。本作是2018年遊戲的《蜘蛛人》以及2020年遊戲《蜘蛛人：邁爾斯·莫拉雷斯》的續作。
在2023年，索尼互动娱乐公布了《蜘蛛人2》的10分钟实机游戏画面，为玩家展示了游戏的预期游戏体验。本作的地圖比起前作將新增紐約的皇后區和布魯克林，新出現的角色包含獵人克萊文、蜥蜴人、猛毒、哈里·奧斯本等。

## 遊戲玩法
玩家在名為曼哈頓、皇后區與布魯克林的開放世界中可以自由切換彼得·帕克和邁爾斯·摩拉斯。

## 發行
遊戲於2023年10月20日在PlayStation 5發售。後定於2025年1月30日登陸WINDOWS平台。

## 外部連結
- 官方网站